# Bolanthus thymifolius
Bolanthus thymifolius là loài thực vật có hoa thuộc họ Cẩm chướng. Loài này được (Sm.) Phitos mô tả khoa học đầu tiên năm 1981.